# Росс, Стивен Алан
Стивен Алан Росс (англ.  Stephen Alan Ross; 3 февраля 1944, Бостон, Массачусетс, США — 3 марта 2017, США) — американский экономист, профессор финансовой экономики кафедры имени Франко Модильяни MIT Sloan школы менеджмента, соавтор модели Кокса – Росса – Рубинштейна и модели Кокса — Ингерсолла — Росса.

## Биография
Происходил из семьи еврейских эмигрантов из России: его дед со стороны отца эмигрировал в США из Курляндии в 1897 году, бабушка — в 1885 году, предки со стороны матери — в 1905 году. Его отец, Артур Исидор Росс (1905—1992), был инженером, мать, Бесси Греческая (1910—2002), была домохозяйкой.
В 1965 году с отличием окончил Калифорнийский технологический институт с присуждением степени бакалавра наук по физике. В 1970 году был удостоен степени доктора философии в Гарвардском университете.
В 1975—1977 годах был профессором экономики и финансов в Уортонской школе бизнеса при Пенсильванском университете. В 1977—1979 годах перешёл на должность профессора организации, менеджмента и экономики в Йельский университет, в 1979—1983 годах являлся профессором экономики и финансов на кафедре имени Эдвина Дж. Бейнеке, в 1984—1985 годах — профессор международной торговли и финансов на кафедре имени Адриана Э. Израиля, в 1985—1998 годах — стерлингский профессор экономики и финансов Йельского университета. В 1997—1998 годах — приглашённый профессор Фишера Блэка по финансам MIT Sloan школы менеджмента, а с 1998 года — профессор финансовой экономики кафедры имени Франко Модильяни MIT Sloan школы менеджмента.
В 1983—1986 годах был директором, а в 1988 году — президентом Американской финансовой ассоциации, в 1986 году был членом консультационного комитета социальных наук Калифорнийского технологического института, в 1990 году член попечительского совета Исследовательского института Ботнера и член консультационного совета Уортонской школы бизнеса. С 1993 года попечитель и председатель инвестиционного комитета Калифорнийского технологического института, а в 1994 году консультант Японской ассоциации финансовой экономики. Росс также является членом Американской академии искусств и наук.
Был женат на Кэрол Росс, в их семье родились дочь Кэтрин и сын Джонатан.

## Вклад в науку
Получил известность как соавтор модели Кокса – Росса – Рубинштейна и модели Кокса — Ингерсолла — Росса.

## Награды и звания
- 1976 — стипендия Гуггенхайма,
- 1978 — премия Померанца от Чикагской биржи опционов за выдающиеся исследования опционов,
- 1979 — член эконометрического общества,
- 1993 — почётный доктор Университета Эразма Роттердамского,
- 1995 — почётный доктор Технологического института Карлсруэ,
- 1996 — финансовый инженер года по версии Международной ассоциации финансовых инженеров[англ.],
- 2001 — премия Николаса Молодовского от Ассоциации инвестиционного менеджмента и исследований[англ.],
- 2002 — почётный доктор университета Де Поля,
- 2006 — почётный доктор университета Лугано,
- 2006 — премия CME-MSRI[англ.],
- 2006 — премия Бридена Смита[англ.] за лучшую работу,
- 2007 — приз Жан-Жак Лаффона,
- 2009 — почётный доктор университета Пирея,
- 2012 — приз от фонда имени Александра Онассиса в области финансов,
- 2012 — Thomson Reuters Citation Laureates,
- 2013 — первый приз от конкурса Роджера Ф. Мюррей,
- 2014 — премия Morgan Stanley,
- 2015 — премия Deutsche Bank в финансовой экономике[англ.] от Центра финансовых исследований[англ.].